# Weißschuppiger Ohnschild-Prachtkäfer
|                                                                         |            |
| Abb. 1: verschiedene Zeichnungen der Flügeldecken                       |            |
|                                                                         |            |
| Abb. 2: Vorder- und Seitenansicht                                       |            |
|                                                                         |            |
| Abb. 3: Ausschnitt Flügeldecke mit Borstenhaaren                        |            |
|                                                                         |            |
| Abb. 4: Basis der Flügeldecken (unten) und Basis des Halsschilds (oben) |            |
| Abb. 5 Vergleich der Zwillingsarten                                     |            |
|                                                                         |            |
| Vorderwinkel Flügeldecke                                                |            |
|                                                                         |            |
| Vorderwinkel Halsschild                                                 |            |
|                                                                         |            |
| Schuppenhaare im Bereich der Querbänder                                 |            |
| A. flavofasciata                                                        | A. mimonti |

Der Weißschuppige Ohnschild-Prachtkäfer (Acmaeoderella flavofasciata) ist ein Käfer aus der Familie der Prachtkäfer. Der deutsche Name weist auf das fehlende Schildchen hin. Der 6,5 bis elf Millimeter lange Käfer ist in Mitteleuropa selten. Die Zwillingsart Acmaeoderella mimonti ist deutlich weniger verbreitet.

## Beschreibung der Käfers
Der Körper ist  walzenförmig, vorn abgerundet und hinten zugespitzt und knapp dreimal so lang wie breit.
Der Kopf ist von oben gesehen viel breiter als lang. Die elfgliedrigen Fühler sind kurz, bis zum fünften Glied allmähliche verdickt und ab dem fünften Glied stumpf gezähnt. Die Oberlippe ist beinahe viereckig und vorn etwas ausgeschnitten. Der zweizähnige Oberkiefer ist stark gebogen. Das letzte Glied des Kiefertasters ist länglich eiförmig, das letzte Glied des Lippentasters kegelförmig.
Kopf und Halsschild sind runzelig punktiert. Die Behaarung besteht aus weißen Schuppenhaaren und braunen Borstenhaaren. Der Halsschild ist doppelt so breit wie lang. Die Basis ist geradlinig und längsgeriffelt.
Die Flügeldecken sind an der Naht miteinander verwachsen. Sie sind punktiert gestreift und die Zwischenräume runzelig punktiert. In der Mitte der Zwischenräume befindet sich je eine Reihe kurzer weißer Borsten (Bild 3). Die gelbe Zeichnung ist sehr variabel. Auf der hinteren Hälfte befinden sich zwei Querbinden, dahinter je ein kleiner Fleck, davor mehrere verschieden große Flecke. Querbinden und Flecken können jedoch stark reduziert sein. Die Flügeldecken enden nach hinten gemeinsam verrundet, der Seitenrand ist gegen die Spitze gesägt. Ein Schildchen ist nicht erkennbar. Es wird angenommen, dass im Laufe der Evolution das Schildchen breiter wurde und mit der Basis der Flügeldecken verwuchs.
Die ganze Unterseite ist dicht kreideweiß beschuppt (In Bild 2 erkennbar). Die schmalen Tarsen sind alle fünfgliedrig und nur das vierte Tarsenglied ist lappenförmig erweitert. Das Krallenglied ist rundlich und länger als das vorhergehende.
Die wichtigsten Unterschiede zwischen den beiden Zwillingsarten ist in Abbildung 5 dargestellt. Außerdem hat Acmaeoderella mimonti
keine braunen Borstenhaare und ist weniger schlank.

## Vorkommen
Die Larve frisst unter der Rinde von geschwächten Eichen, ist aber nicht streng monophag. Es werden auch Kastanie, Buche und Wacholder genannt. Der Käfer ist in Mitteleuropa zwischen Mai und August an den Brutbäumen, häufiger jedoch auf gelben Korbblütlern zu finden.
Die Art dringt von Südeuropa ins südliche Mitteleuropa vor, vom Südosten nach Österreich. In Deutschland gibt es keine neueren Funde. Der Käfer ist außerdem in Nordafrika, Osteuropa und Asien verbreitet.
Der Käfer ist in Deutschland streng geschützt (Kategorie 1 – vom Aussterben bedroht).